# Contessa Entellina rosato
Le Contessa Entellina rosato est un vin rosé de la région Sicile doté d'une appellation DOC depuis le 2 août 1993. Seuls ont droit à la DOC les vins récoltés à l'intérieur de l'aire de production définie par le décret. Les vignobles autorisés se situent en province de Palerme dans la commune de Contessa Entellina.

## Caractéristiques organoleptiques
- Couleur : rosé assez intense avec des reflets de rouge orange
- Odeur : caractéristique, fin, intense
- Saveur : sec, velouté

Le Contessa Entellina rosato se déguste à une température de 10 à 12 °C et il se boit jeune.

## Production
Province, saison, volume en hectolitres :
- pas de données disponibles